# Lützen
Lützen est une ville allemande de l'arrondissement du Burgenland dans le Land de Saxe-Anhalt.

## Géographie

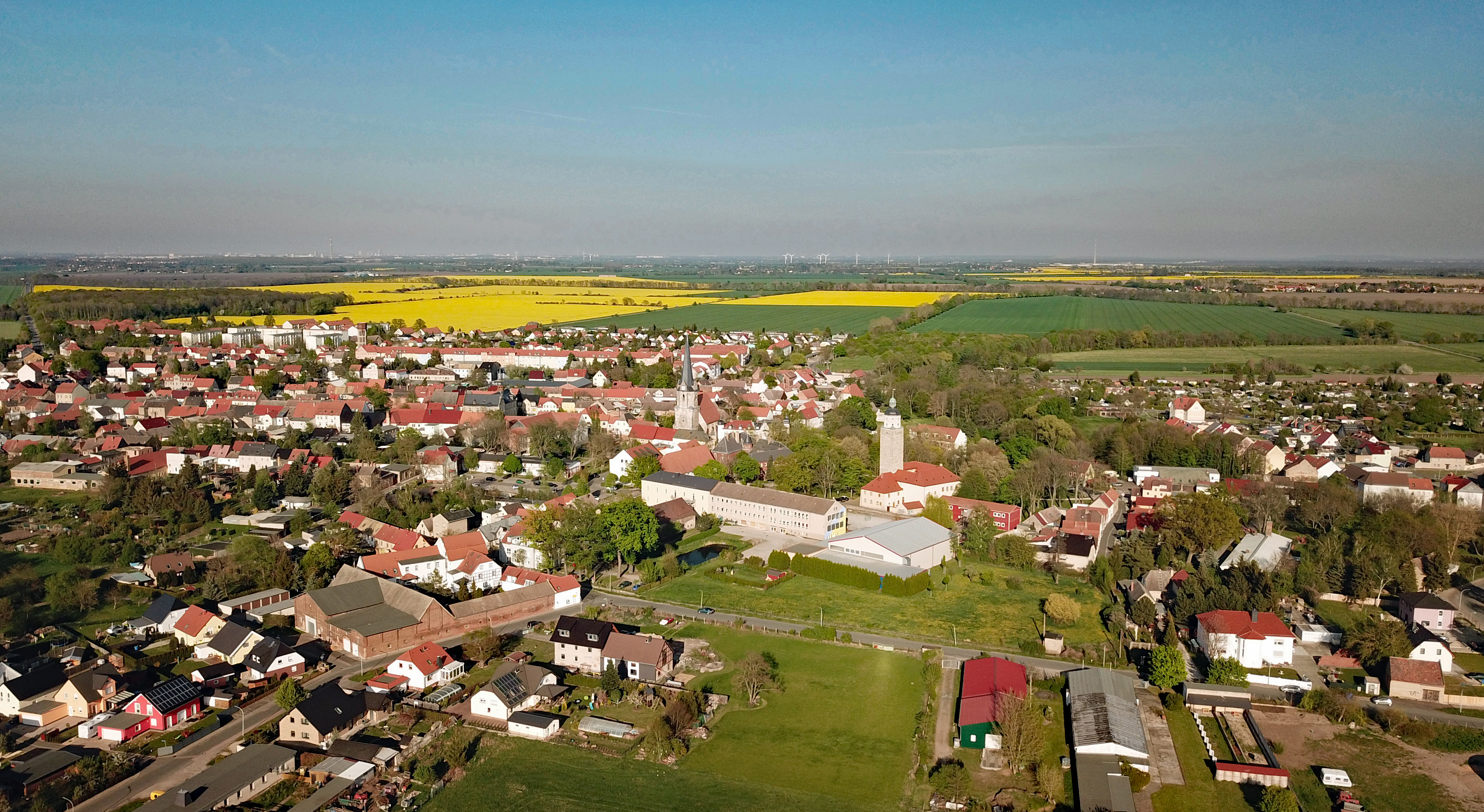
Vue aérienne.

Le territoire communal s'étend dans le bassin lipsien. Le centre-ville se situe à environ 18 km au sud-ouest de Leipzig. 
Lützen borde la Bundesstraße 87 menant de Naumbourg via Weißenfels et Markranstädt à Leipzig. La ville est desservie par la Bundesautobahn 38, à la sortie Lützen, et par la Bundesautobahn 9 à Bad Dürrenberg au nord.
La commune comprend également les anciennes municipalités de Großgörschen, théâtre de la bataille de Lützen pendant la campagne d'Allemagne en 1813 (également appelée « bataille de Großgörschen » par les historiens allemands), et de Röcken, où est né le philosophe Friedrich Nietzsche.

## Histoire

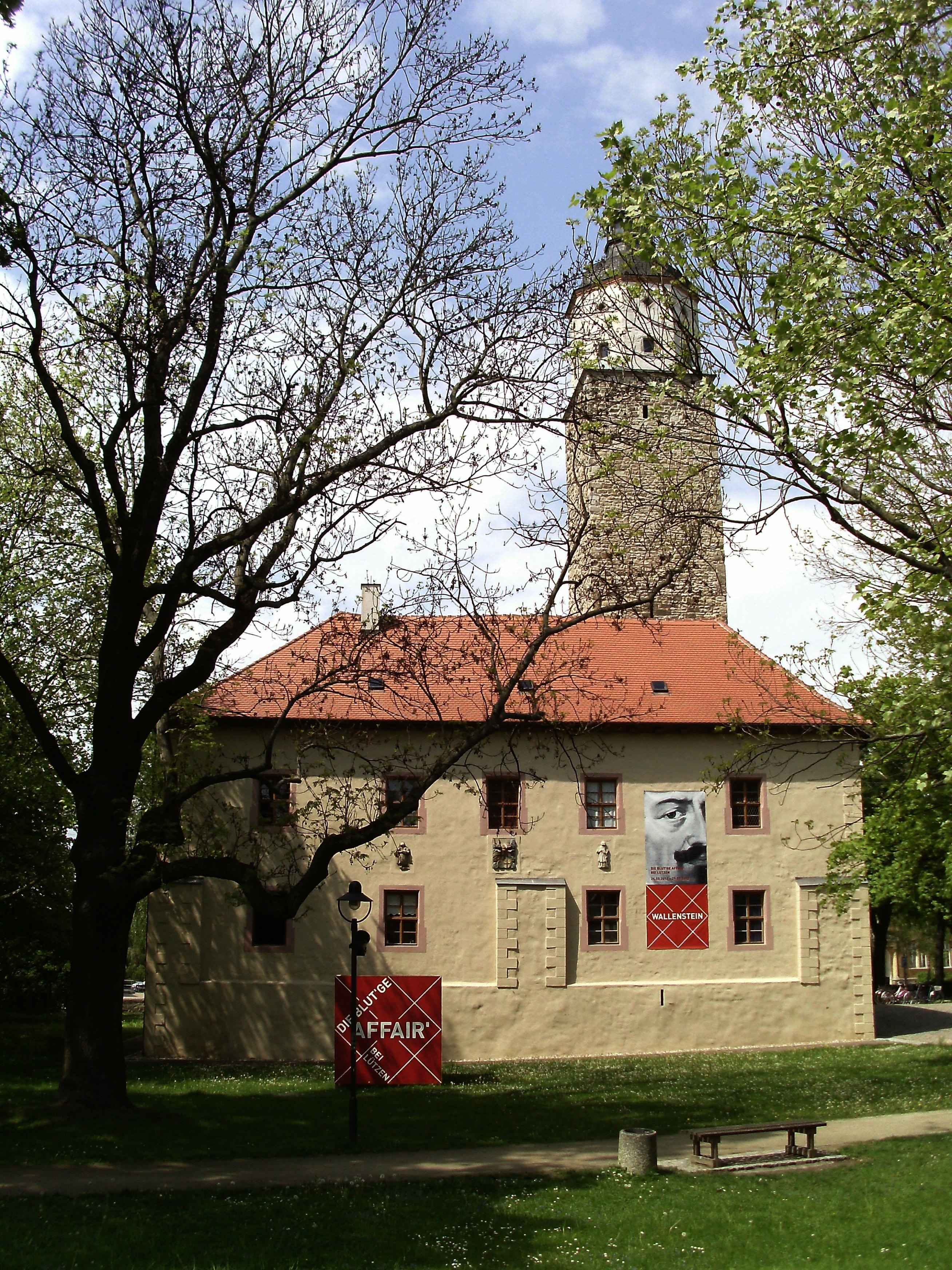
Le cháteau de Lützen.

Depuis le XIe siècle, Lützen faisait partie des domaines de l'évêché de Mersebourg, un Hochstift qui, au cours de la Réforme protestante, fut sécularisé et incorporé dans l'électorat de Saxe en 1565. 
Le 16 novembre 1632, la ville a été le théâtre de la bataille de Lützen, l'une des batailles les plus marquantes de la guerre de Trente Ans, pendant laquelle les armées suédoises du roi Gustave II Adolphe, mort au combat, s'imposent face à des forces catholiques de l'armée impériale dirigées par Albrecht von Wallenstein. Plus tard, de 1656 à 1738, les domaines appartenaient au duché de Saxe-Mersebourg sous le règne de Christian Ier de Saxe et ses descendants, une branche cadette de la maison de Wettin.
En 1815, après les guerres napoléoniennes, le congrès de Vienne décide que le royaume de Saxe battu doit céder Lützen à la Prusse. La ville fait ainsi partie du district de Mersebourg au sein de la province de Saxe jusqu'en 1945.  Après la Seconde Guerre mondiale, elle appartenait au district de Halle, l'un des 15 Bezirke de la République démocratique allemande.

## Personnalités liées à la ville
- Johann Gottfried Seume (1763-1810), poète né à Poserna.
- Friedrich Nietzsche (1844-1900), philosophe né à Röcken.
- Elisabeth Förster-Nietzsche (1846-1935), sœur du philosophe Friedrich Nietzsche, née à Röcken.
- Peter Riedel (1905-1998), aviateur né à Dehlitz.